# Ibrahim Bacongo Cissé
Ibrahim Bacongo Cissé (également désigné sous le nom de Cissé Bacongo ou Ibrahim Cissé Bacongo), né le 8 mars 1955 à Mankono, est un avocat, écrivain, enseignant et homme politique ivoirien.
Il est secrétaire national du Rassemblement des républicains et chargé des affaires juridiques et institutionnelles. De 2005 à 2014, il est ministre de l'Enseignement supérieur et de la Recherche scientifique et, de 2014 à 2016, ministre de la Fonction publique et de la Réforme administrative. Il est également maire de la commune de Koumassi. Le 27 décembre 2023, il est nommé gouverneur du district autonome d'Abidjan.

## Biographie
Docteur en droit, il est titulaire d'un diplôme d'études supérieures spécialisées de droit des affaires, option internationale (DESS) et d'un diplôme de juriste conseil d'entreprise (DJCE). Il a effectué ses études supérieures à l'université Toulouse I en France.
Depuis 1990, Ibrahim Bacongo Cissé est chargé de cours a l'Unité de formation et de recherche (UFR) des sciences juridiques, administratives et politiques, à la Faculté de droit de l'université de Cocody. Consultant permanent au cabinet Jeantet et Associés/Afrique, membre français de l'Alliance of European lawyers, cabinet d'avocats d'affaires d'Europe continentale, il intègre, en qualité de consultant interne permanent, le cabinet Conseils associés en Afrique à partir de mars 1993.
Ibrahim Bacongo est membre fondateur du Rotary Club Côte d'Ivoire. Il est également l'auteur du livre Alassane Ouattara, une vie singulière.
Le 13 mars 2012, il est reconduit comme ministre de l'Enseignement supérieur et de la Recherche scientifique dans le nouveau gouvernement de Jeannot Kouadio-Ahoussou.
En 2016, Ibrahim Bacongo Cissé est conseiller juridique du président Ouattara. C'est le principal inspirateur de la nouvelle constitution de 2016.
En 2018, Ibrahim Bacongo, se présente et remporte l'élection législative dans la commune de Koumassi.[réf. nécessaire]
Le 12 aout 2022, par décret, Alassane Ouattara le nomme secrétaire exécutif du Rassemblement des houphouëtistes pour la démocratie et la paix (RHDP) en lieu et place d'Adama Bictogo.
Cissé Bacongo est candidat du RHDP à la mairie de Koumassi lors de l'élection municipale de septembre 2023. Il est élu.
Le 27 décembre 2023, Cissé Bacongo est nommé gouverneur du district autonome d'Abidjan par le président Ouattara. Il succède à Robert Beugré Mambé qui a assuré la fonction 2011 à 2023.

## Critiques
Ministre de l'enseignement supérieur depuis décembre 2005, Ibrahim Bacongo Cissé fait l'objet de nombreuses critiques, d'une part en raison de la mauvaise gestion des universités publiques ivoiriennes. En effet, en dépit des importants travaux de réhabilitation et de reconstruction effectués entre 2011 et 2012 (et qui ne sont que partiellement terminés), il manque des infrastructures adéquates, de nombreux équipements pédagogiques, des services aux étudiants, des professeurs opérationnels et une organisation efficace,,. Les problèmes n'étant pas résolus avec le temps, il a été la cible d'une manifestation d'étudiants à l'université Houphouët-Boigny ayant dégénéré en émeute le 13 mai 2013,,. Le lendemain, le ministre dément l'existence de problèmes d'équipement.
Ibrahim Bacongo Cissé est également critiqué pour son rôle lors des élections locales ivoiriennes de 2013, au cours de laquelle le tabloïd Échos de Koumassi, acquis au ministre, a été suspendu par le Conseil national de la presse pour cause de dénigrement, injures, diffamation et calomnie. Il est, par la suite, de nouveau la cible de critiques en raison des violentes émeutes à Koumassi après l'annonce des résultats, violences imputés à ses militants armés de gourdins et de machettes, obligeant l’intervention du Centre de coordination des décisions opérationnelles (CCDO) pour disperser les manifestants avec des gaz lacrymogènes,. Ibrahim Bacongo Cissé s'est par la suite défendu de toute violence dans un entretien accordé à Fraternité Matin, regrettant les graves violences de ses militants, et rappelant que son adversaire utilisait également des arguments fallacieux, voire diffamants pendant la campagne.
Ibrahim Bacongo Cissé est régulièrement soupçonné, voire accusé, de corruption et de détournement de fonds au sein de son ministère, en relation étroite avec Adama Méité, par ailleurs limogé en août 2012 à la suite de soupçons de malversations dans le cadre d'attributions de marchés publics,.

### Livres
- 2007 : Alassane Dramane Ouattara : histoire d'une vie singulière : légende et épopée, NEI/CEDA (OCLC 325354218)